# PKP Linia Hutnicza Szerokotorowa

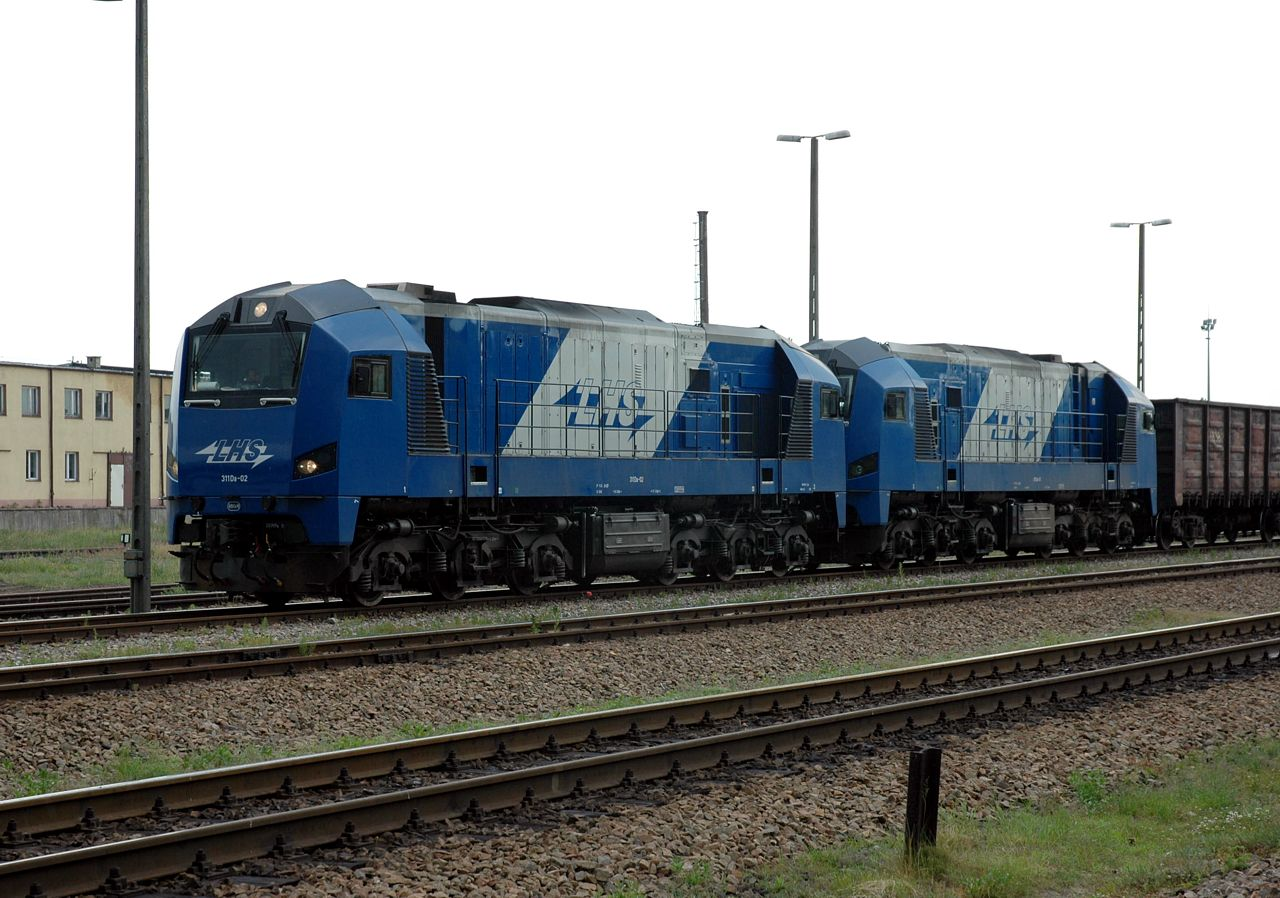
Modernizované lokomotivy řady 311Da LHS

PKP Linia Hutnicza Szerokotorowa Sp. z o.o. (zkratka PKP LHS, kód VKM PKPLS) je polská železniční společnost, zabývající se provozováním dráhy a nákladní drážní dopravy na širokorozchodné železniční trati Linia Hutnicza Szerokotorowa (LHS). Sídlem společnosti, která patří do skupiny PKP, je Zamość.

## Historie
Od roku 1979, kdy byla dokončena stavba LHS, se jejím provozováním zabývaly státní železnice Polskie Koleje Państwowe (PKP). V rámci restrukturalizace tohoto podniku byla vyčleněna společnost PKP LHS, která byla založena 1. července 2001.
Na rozdíl od normálněrozchodné sítě PKP, kde bylo provozování dráhy odděleno do společnosti PKP Polskie Linie Kolejowe, provoz na LHS zůstal integrován v unitární železnici PKP LHS.

## Rozsah dopravy
V posledních letech objem zboží přepravovaného společností PKP LHS trvale roste. Zatímco objem přepravované železné rudy, jako rozhodujícího substrátu v činnosti PKP LHS, se udržuje na přibližně stálé úrovni, roste objem přeprav ostatního zboží. Zatímco v roce 1993 (tedy ještě před vznikem PKP LHS) projelo po LHS průměrně 3,5 vlaku za den, v roce 2004 to již bylo 6,5 vlaku za den.
V roce 2006 společnost přepravila 7,3 mil. tun zboží, o rok později to bylo již 8,6 mil. tun zboží (meziroční nárůst 17,3 %). Přepravní výkon pak vzrostl z 2544 mil. tkm v roce 2006 na 2902 tkm v roce 2007 meziroční nárůst 14,1 %).

## Lokomotivy
Pro provoz na LHS používá PKP LHS výhradně dieselové lokomotivy, protože uvedená trať není elektrizována. Pro vlakovou vozbu jsou používány především lokomotivy sovětské výroby řady ST44 (tovární typ M62), které jsou provozovány většinou ve dvojicích. Pro posun pak PKP LHS používá stroje řady SM48 (TEM2), pocházející také ze Sovětského svazu.

### Modernizace
PKP LHS svoje lokomotivy postupně modernizuje, případně modernizované lokomotivy nakupuje. V roce 2005 byla provedena remotorizace dvou lokomotiv ST44 s využitím motoru Caterpillar 3516 BHD.
Od podzimu 2007 pak probíhá remotorizace dalších 25 kusů lokomotiv stejného typu, přičemž původní dvoudobý spalovací motor je nahrazován čtyřdobým motorem Kolomna 2-2D45.
Společnost Newag pak pro PKP LHS modernizovala dvě lokomotivy řady ST44 na řadu 311Da. První zkušební jízda těchto lokomotiv se soupravou o hrubé hmotnosti 5000 tun na trase Zamość – Sławków a zpět se uskutečnila ve dnech 20. až 21. března 2008.